# لوران برونه
لوران برونه (فرانسوی: Laurent Brunet‎؛ زادهٔ ۱۹۶۷) فیلم‌بردار مشهور اهل فرانسه است که برندهٔ جایزهٔ سزار شده است.

## گزیدهٔ فیلم‌شناسی
- کاناپه تونسی (۲۰۱۹)
- بومرنگ (۲۰۱۵)
- میکروب و گازوئیل (۲۰۱۵)
- شخص زیبا (۲۰۰۸)
- سرافین (۲۰۰۸)
- منطقه آزاد (۲۰۰۵)
- اور (گنج من) (۲۰۰۴)
- آپارتمان شمارهٔ ۵ سی (۲۲۰)